# Stephan Lupino
Stephan Lupino (pravo ime Ivan Lepen) (Varaždin, 28. travnja 1952.) hrvatski je umjetnički fotograf i kipar.

## Životopis
U rodnom Varaždinu Lupino je završio osnovnu i srednju školu nakon koje odlazi u London na studij engleskog jezika. Nakon studija u Londonu odlazi u New York gdje upisuje konzervatorij glume kod Stelle Adler. Tijekom boravka u New Yorku, upoznaje fotografkinju Deborah Turbeville koja je fotografiji, kao umjetnosti, dala avangardnu crtu. Ubrzo nakon završetka studija počeo objavljivati svoja djela te je tako dobio poslove u raznim modnim časopisima poput Voguea ili Playboya. Domovinski rat je na njemu ostavio snažne posljedice te se on udaljava od fotografije te počinje se baviti kiparstvom i slikarstvom. Nakon rata počinje se zanimati za ljudsku patnju i ljudsko tijelo te mu te teme postaju glavni motiv u radovima. Prvi takav rad bio je 2003. godine pod nazivom Moji anđeli te je veći dio prihoda dao zagrebačkoj Klaićevoj bolnici.

### Lupinizam
Upravo u razdoblju nakon Domovinskog rata do danas, u hrvatskom slikarstvu javlja se novi umjetnički pravac kojeg je Stephan Lupino stvorio, a zove se lupinizam. Iako nema službene definicije, lupinizam je stil kojim Stephan Lupino prikazuje teme, a on je prepoznatljiv po velikim i teškim skulpturama te slikama platnima velikih dimenzija. Jedan od najpoznatiji primjera lupinizma je skulptura Fire Woman koja se nalazi u klubu Domenico Vacca u New Yorku.

## Nepotpuni popis radova i projekta
- Lupino – En Avant, 1988.
- Nightlife World, 1989.
- Zagreb živi, 1994.
- Lupino Photo Book, 1994.
- Moji anđeli, 2003.

## Vanjske poveznice
- Službene stranice  Arhivirana inačica izvorne stranice od 9. srpnja 2021. (Wayback Machine)